# Mik Kaminski

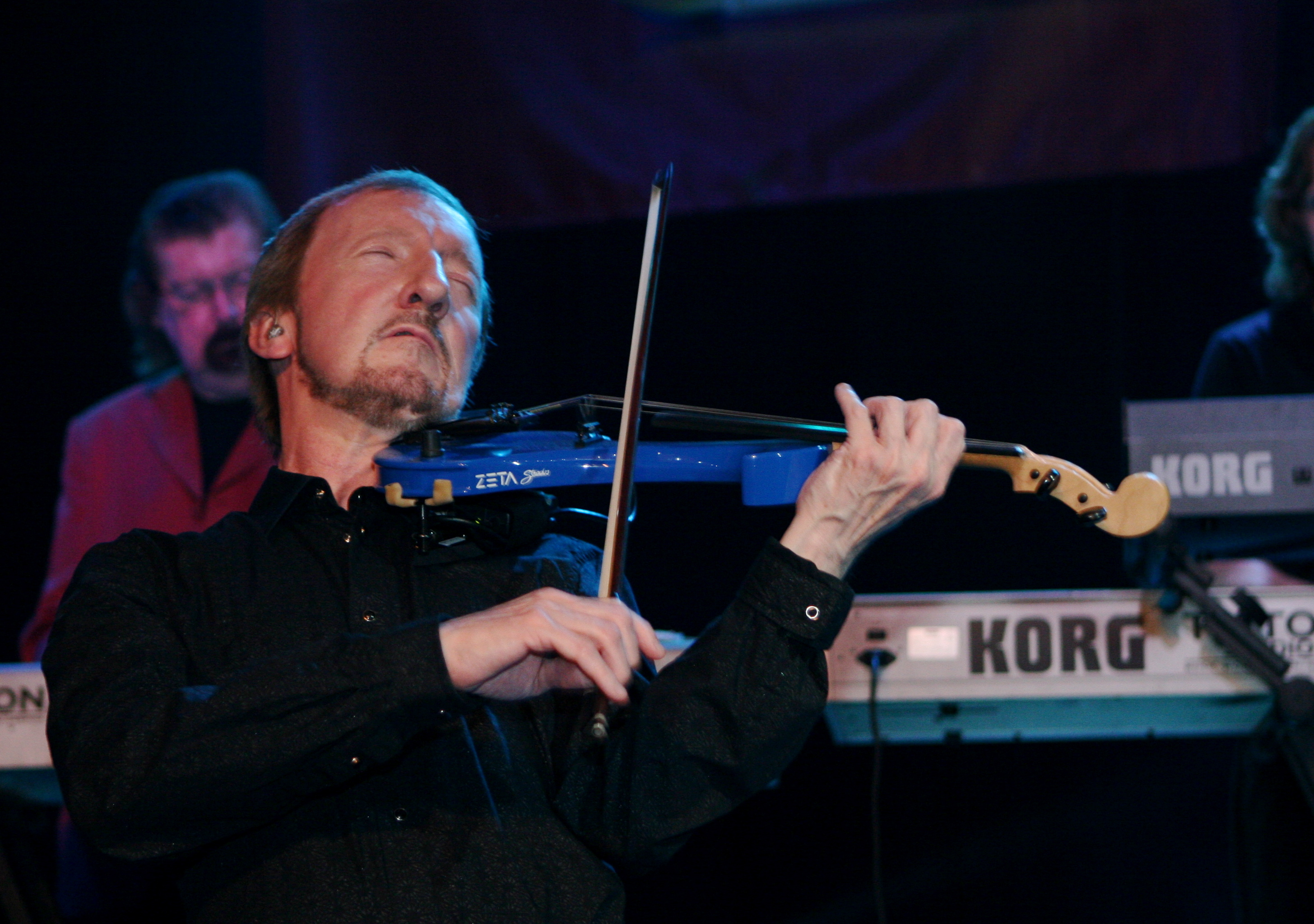
Mik Kaminski

Michael „Mik“ Kaminski (* 2. September 1951 in Harrogate, England) ist ein britischer Violinist, der hauptsächlich als Mitglied des Electric Light Orchestra bekannt wurde.

## Karriere
Kaminski absolvierte seine ersten professionellen Auftritte mit dem Leeds Orchestra, als er 14 Jahre alt war. Während seiner Zeit an der Leeds School of Music gründete er mit seinen Freunden John Hodgson (Schlagzeug) und John Marcangelo (Keyboards und Schlagzeug) die Band „Cow“.
Nach einer Anzeige in der  Musik-Zeitschrift Melody Maker erhielt Kaminski 1973 eine vakante Position im Electric Light Orchestra (ELO) und wurde einer von drei Streichern der Gruppe. Dort spielte er zunächst bis 1979, als Jeff Lynne beschloss, das Streichertrio zu entlassen. Allerdings wurde Kaminski als einziger Streicher für die „Time-Tour“ 1981–1982 und für einige Konzerte im Jahr 1986 als Live-Musiker engagiert. 1983 wurde er von Jeff Lynne als Studiomusiker angestellt, um auf der Single "Rock 'n' Roll Is King" das Solo zu spielen. Später spielte er auch im ELO-Ableger ELO Part II und im Rahmen der Live-Tour.
Neben den Hits mit ELO hatte Kaminski 1979 als Frontmann der Gruppe Violinski in den britischen Charts einen Top 40 Hit, mit der Single "Clog Dance".
| Personendaten    | Personendaten        |
| ---------------- | -------------------- |
| NAME             | Kaminski, Mik        |
| ALTERNATIVNAMEN  | Kaminski, Michael    |
| KURZBESCHREIBUNG | britischer Violinist |
| GEBURTSDATUM     | 2. September 1951    |
| GEBURTSORT       | Harrogate, England   |